# Lokua Kanza
Pour les articles homonymes, voir Kanza.
 (septembre 2021).
Si vous disposez d'ouvrages ou d'articles de référence ou si vous connaissez des sites web de qualité traitant du thème abordé ici, merci de compléter l'article en donnant les références utiles à sa vérifiabilité et en les liant à la section « Notes et références ».
Lokua Kanza, de son vrai nom Pascal Lokua Kanza, né le 21 avril 1958 à Bukavu au Congo belge (aujourd'hui République démocratique du Congo), est un chanteur, multi-instrumentiste, parolier, compositeur, arrangeur, et producteur congolais.

## Biographie
Lokua Kanza est issu de l'union d'un père congolais et d'une mère rwandaise à Bukavu au Kivu, dans l'actuelle République démocratique du Congo. Très vite, la famille Lokua s'installe à Kinshasa, la capitale; une occasion pour le jeune Pascal de fréquenter les chorales chrétiennes mais aussi de se laisser gagner par l'ambiance musicale de l'époque, dominée par des « monstres sacrés » comme Grand Kalle ou Franco Luambo Makiadi. Initié à la musique par Ray Lema, avec lequel il collaborera, il s'inscrit au Conservatoire de Kinshasa avant de prendre la tête, à 19 ans seulement, du Ballet national de Kinshasa. Cette opportunité lui permet de joindre la formation d'Abeti Masikini, auprès de laquelle il acquiert une expérience sans précédent. Il vit en France à Boulogne Billancourt depuis 1984, année durant laquelle il suit un temps les cours de jazz de Pierre Cullaz à Paris. Il retrouve ensuite Ray Lema et participe à l'album Bwana Zoulou Gang. Il devient l'arrangeur de la star Papa Wemba, notamment sur l'album Emotion. En 1991, il joue avec Manu Dibango, qui l'aide à lancer sa carrière solo. En octobre 1992, il fait la première partie de la béninoise Angélique Kidjo à l'Olympia. C'est à cette époque qu'il rencontre sa choriste, la sénégalaise Julia Sarr, et son percussionniste, Didi Ekukuan, auxquels il reste depuis indéfectiblement lié.
Déjà auteur de quatre albums qui puisent l'inspiration dans son riche bagage multiculturel et multilingue (swahili, kinyarwanda, lingala, français, anglais), il sort en 2005 Plus vivant, album entièrement écrit en français. On y trouve le titre éponyme, chanté en duo avec Corneille. Ses collaborations artistiques sont nombreuses. Il compose pour la diva sud-africaine Miriam Makeba et participe à la confection de la bande originale du film Saraka Bô de Denis Amar (1996), avec Richard Bohringer et Yvan Attal. Il s'offre également des duos de choix, avec Jean-Louis Aubert (1995) ou Faya Tess (album collectif Drop the Debt, 2003), et intervient auprès du collectif Bisso Na Bisso mené par le rappeur Passi (1999), qu'il retrouve sur son album Toyebi Te (2002). En 2004, il enregistre Toto Bona Lokua, un album coécrit avec Gérald Toto et Richard Bona. En 2007, il compose et chante Tujye Goshora de l'album Iseke de l'artiste rwandais Ben Kayiranga. En 2008, il travaille avec l'artiste congolais Koffi Olomidé pour le titre Diabolos, sur l'album de ce dernier.
En 2016-2017, il est coach dans la première saison de The Voice Afrique francophone, qu'il remporte avec son talent Pamela Baketana. Il rejoint l'émission en 2017- 2018 pour être coach dans la deuxième saison.
Le 8 septembre 2021 à Kinshasa, l'Unicef a nommé Lokua Kanza ambassadeur national estimant que par sa notoriété internationale, l'artiste peut aider à braquer les projecteurs de l'actualité sur les défis auxquels les enfants congolais sont confrontés au quotidien.
Lokua Kanza s'est marié avec Leslee Knickerbocker samedi 22 juillet 2023.

## Discographie

### Albums solo
- 1993 : Lokua Kanza (BMG)
- 1995 : Wapi Yo (BMG)
- 1998 : Lokua 3 (Universal)
- 2002 : Toyebi Te (Universal)
- 2005 : Plus Vivant (Universal)
- 2010 : Nkolo (World Village)
- 2021 : Moko

### Compositions
- 1995 : pour Papa Wemba, sur l'album Emotion. Awa Y'Okeyi, Yolele, Rail On, Show Me the Way, Sala Keba
- 1998 : pour Gabin Dabiré, sur l'album Tieru. Wo I Do, Kpew Knew Za
- 1998 : pour Diane Solo, sur l'album Superman. Abidjan, Se Yo
- 1998 : pour Chantal Taiba. Muinda Na Ngai
- 1998 : pour Busi Mhlongo, sur l'album UrbanZulu. Yiswe Wabant'a Bami (featuring Lokua Kanza)
- 1999 : pour Bisso Na Bisso, sur l'album Racines. Co-compositeur de Liberté
- 1999 : pour Georges Decimus, sur l'album Urban Caraibes. Doudou
- 1999 : pour Sara Tavares, sur l'album d'or Mi Ma Bo. I've Got a Song in My Heart, Tu es O Sol, Mi Ma Bo
- 2000 : pour Marc Antoine, sur l'album Universal Language. Elikya
- 2000 : pour Noa, sur l'album Blue Touches Blue. Hawk and Sparrow
- 2001 : pour Miriam Makeba, sur l'album nommé aux Grammy Awards pour meilleur album Musique du Monde, Homeland. Homeland, Amaliya, Lindelani (featuring Lokua Kanza)
- 2002 : pour Nana Mouskouri, sur l'album Fille du Soleil. Le chemin de la joie (featuring Lokua Kanza)
- 2003 : pour Carlos Antunes, sur l'album Mundano. Mungu
- 2004 : pour Mariana Montalvo, sur l'album Piel de Aceituna. El Encuentro
- 2005 : pour Morley, sur l'album Days Like These. Raison d'être c'est l'amour (featuring Lokua Kanza)
- 2006 : pour Zeynab, sur l'album Enfant.
- 2008 : pour Ney Matagrosso, sur l'album Inclassificavèis. Lema
- 2008: pour Luiza Possi, sur l'album Escuta.
- 2010 : pour Vanessa Da Mata, sur l'album Bicicletas, Bolos e Otras Cosas. Và
- 2010: pour Xavier Jouvelet, sur l'album Indigène. Blue Congo (featuring Lokua Kanza)
- 2011 : pour Charlotte Dipanda, sur l'album Dube L'Am. Kumbe Elolo
- 2012 : pour Gabriel Torres, sur l'album Ningun Lugar. Un Solo Latir
- 2013 : pour Deep Forest, sur l'album Deep Africa. Loco (featuring Lokua Kanza), Mosika (featuring Lokua Kanza), Mosika Ending (featuring Lokua Kanza)
- 2015 : pour Dobet Gnahore, sur l'album Na Dre. Na Dre

### Collaborations
- 1985 : avec Ray Lema. sur l'album Medecin
- 1987 : avec Ray Lema, sur l'album Bwana Zulu Gang
- 1989 : avec Carlinhos Brown, sur l'album Cumbuca
- 1989 : avec Mad Touhami, sur l'album Mama Yemina
- 1990 : avec Luc Heller, sur l'album Haut dans le Ciel
- 1990 : avec Ray Lema, sur l'album Nangadeef
- 1991 : avec Zao, chœurs sur Ancien Combattant, CD trois titres, Barclay
- 1991 : avec Manu DiBango, sur l'album Live '91
- 1992 : avec Papa Wemba, sur l'album Voyageur
- 1992 : avec Zao, sur l'album Diable Sec
- 1992 : avec Sixun, sur l'album Nomad's Life
- 1992 : avec Les Têtes Brulées, sur l'album Bitkutsi Rock
- 1992 : avec Manu DiBango, sur l'album Polysonik
- 1993 : sur l'album United Planet, chansons Les Enfants du Verseau et Rapp Attitude
- 1993 : avec Anne Papiri, sur la chanson Ballade Pour Une Fan Repentie de l'album Jamais Encore Sifflé La 9ème
- 1994 : avec Wassis Diop, sur la chanson Di Na Wo de l'album African Dream
- 1995 : avec Ray Lema, sur l'album Tout Partout
- 1996 : avec Wassis Diop, sur l'album No Sant
- 1996 : avec Justin Bowen, sur l'album Flashback
- 1997 : avec Geoffry Oryema, producteur artistique et compositeur sur l'album Night to Night
- 1997 : avec Ray Lema, sur l'album Stoptime
- 1997 : avec Papa Wemba, producteur artistique et arrangeur sur l'album Tan Cerca de Mi
- 1998 : avec Wassis Diop, sur l'album Toxu
- 1998 : avec Nathalie Merchant, sur l'album Ophelia, guitare sur la chanson Kind and Generous
- 1999 : avec Francis Cabrel, sur l'album Hors Saison
- 2000 : avec Koffi Olomidé, sur l'album Attentat
- 2000 : avec Betece, sur l'album Africando - chanson Miye Na We en swahili Africando
- 2000 : album Solidays - chanson Qui sait ?, pour l'association Solidarité sida, avec Anggun, Patrick Bruel, Stephan Eicher, Faudel, Peter Gabriel, Lââm, Youssou N'Dour, Nourith, Axelle Red et Zucchero
- 2000 : avec Yannick Noah, sur l'album Yannick Noah
- 2002 : avec Noa, album Now - chanson Hawk and Sparrow en duo avec Noa (Achinoam Nini)
- 2003 : avec As Gingas, featuring sur la chanson Hino A Kalandula
- 2003 : avec Wassis Diop, sur l'album Everything is Never Quite Enough
- 2004 : Toto Bona Lokua, album collégial avec les chanteurs Gérald Toto et Richard Bona, No Format!)
- 2005 : avec Carlos Renno
- 2005 : avec Djavan
- 2005 : avec Chico César
- 2006 : avec Gal Costa, sur l'album Today
- 2006 : avec Jean Louis Aubert
- 2008 : avec Koffi Olomidé, album Bord Ezanga Kombo, Diabolos
- 2008: featuring avec Stewart Sukuma, album Nkhuvu, titre Tingalava Ny Matlahary Ya Ndzilo
- 2010: featuring avec Fally Ipupa, album Nkolo, titre Nakozonga
- 2010: featuring avec Fally Ipupa, album Nkolo, titre Famille
- 2012 : featuring avec François Raoult, album Vent de face, titre Teranga
- 2012 : avec Judith, titre Kananga
- 2012 : featuring avec Tamy, sur l'album Caeira, titre Mae Africa
- 2013 : featuring avec René Lokua, sur le titre Ca Va Aller
- 2015 : featuring avec Jean Goubald, sur le titre Norme
- 2015 : featuring avec David Imani, sur le titre Tomorrow is Coming
- 2016 : featuring avec Christophe Maé, Bonus Track de l'album "L'attrape-rêves" de Christophe Maé - Chanson : "Lampedusa"
- 2017 : Bondeko, album collégial avec les chanteurs Gérald Toto et Richard Bona, No Format!)

#### Musique de film
- 1996 : Saraka Bô. Collaboration avec Jean-Claud Petit.
- 2000 : Adanggaman. Prix Meilleure musique originale au Festival du Cinéma Africain, Khouribga, Maroc 2002.
- 2000 : Lumumba. Collaboration avec Jean-Claud Petit.
- 2006 : Congo River. Prix "François de Roubaix" pour la musique au 38ème festival International du Film Maritime, d'exploration et d'environnement

#### Publicité
- 1998 : Musique pour Orange Côte d'Ivoire
- 2012 : Musique pour le lancement d'Orange RDC
- 2017 : Musique pour les 15 ans de Rawbank RDC

#### Participations
- 2004 : Amade - Chanter qu'on les aime feat. Corneille (chanteur), Florent Pagny, Natasha St Pier, Nolwenn Leroy, Yannick Noah, Jenifer, Chimène Badi, Diane Tell, Calogero, Bénabar, Tété, Diam's, Anthony Kavanagh, Nadiya, Tragédie (groupe), Willy Denzey, Matt Houston (chanteur), Lokua Kanza, M.Pokora et Singuila.